# Parintins
Parintins – miasto w Brazylii, we wschodniej części stanu Amazonas. Położone na wyspie Tupinambarana, na rzece Amazonce.  Ludność: 122,1 tys. (2007) - drugie (po Manaus) pod względem liczby ludności miasto stanu.
Parintins to ważny ośrodek turystyczny i kulturalny Amazonii. Odbywający się tu corocznie festiwal ludowy Festival Folclórico de Parintins to druga po karnawale w Rio de Janeiro impreza kulturalna Brazylii.

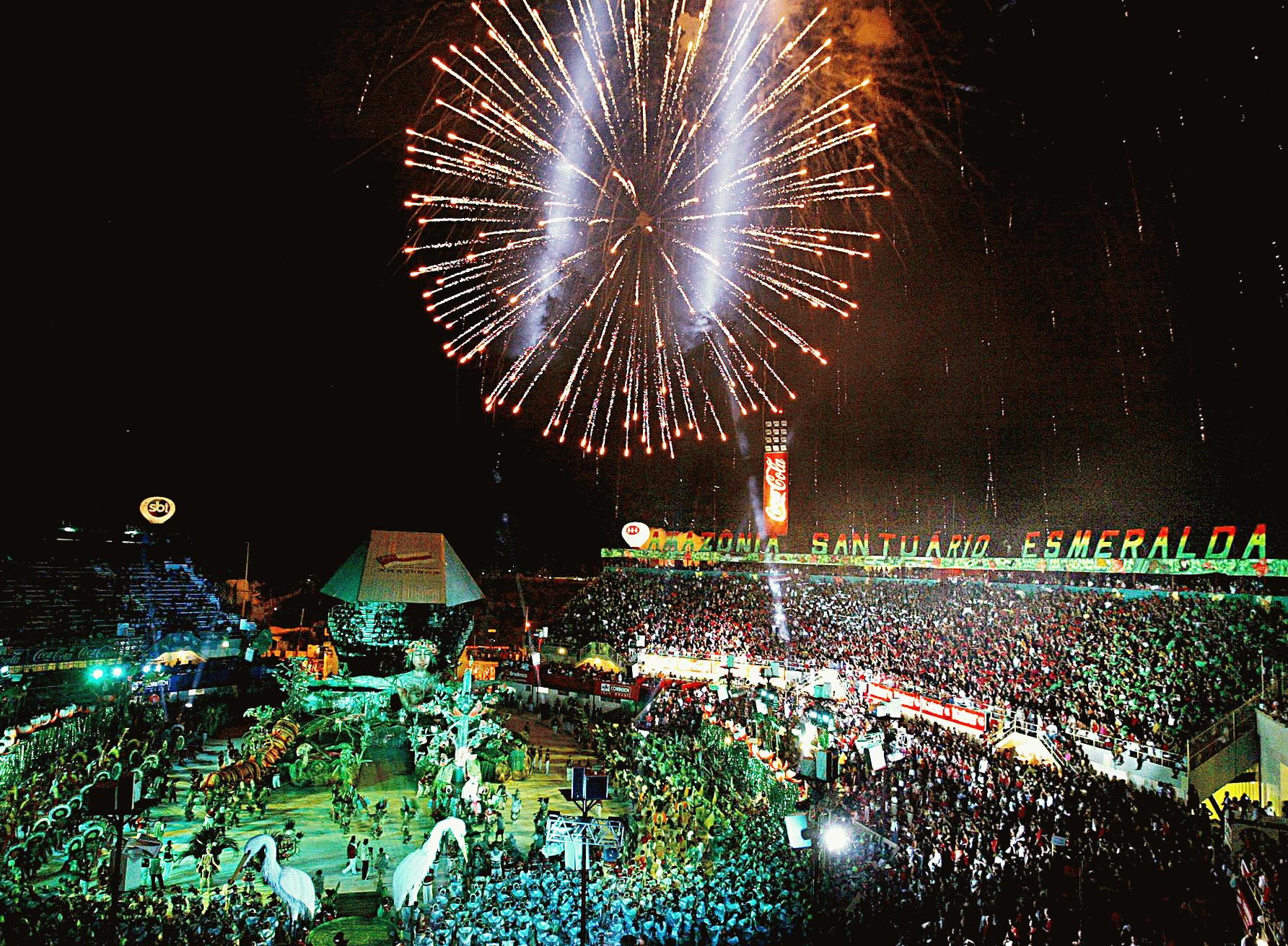
Festiwal w Parintins

## Miasta partnerskie
- Luksor
- Montgomery
- Nairobi
- Olinda
- Stambuł